# إسا هوكانين
إسا هوكانين (بالفنلندية: Esa Hukkanen)‏ (مواليد 25 فبراير 1963) هو ملاكم فنلندي، مثّل بلاده في الألعاب الأولمبية الصيفية 1988.

## روابط خارجية
إسا هوكانين على موقع أوليمبيديا (الإنجليزية)